# Вакцинація проти COVID-19 у Португалії
Вакцинація проти COVID-19 в Португалії — це кампанія масової імунізації населення Португалії проти COVID-19 під час пандемії коронавірусної хвороби.

## План вакцинації
18 листопада 2020 року уряд Португалії призначив робочу групу для розробки плану вакцинації проти COVID-19. 23 листопада 2020 року була офіційно створена цільова група з планування вакцинації проти COVID-19. Її очолив колишній заступник державного міністра та міністра охорони здоров'я Франсішку Рамуш, і до неї входили військовослужбовців, техніки зі спільних служб міністерства охорони здоров'я, Генерального директорату охорони здоров'я та Національної служби з питань лікарських засобів і товарів для здоров'я (Інфамед). За 30 днів, 18 грудня, оперативна група розробила і представила план, який поділив процес вакцинації на три етапи, відповідно до пріоритету осіб, які мали бути вакциновані. 3 лютого 2021 року Франсішку Рамуш залишив посаду координатора після виявлення порушень у відборі осіб для вакцинації під час першого етапу в лікарні «Hospital da Cruz Vermelha», закладі, генеральним директором якої Рамуш був раніше. Уряд призначив на його місце віце-адмірала Енріке Гувея і Мелу, який обіймав цю посаду до розпуску оперативної групи 28 вересня 2021 року.

### Фази вакцинації
Цільова група визначила фази та пріоритетні групи з можливістю коригування, коли стануть доступними різні види вакцини.
- І фаза:
  - Станом на грудень 2020 року:
    - Медичні працівники, залучені до догляду за хворими;
    - Службовці збройних сил, сил безпеки, та працівники екстрених служб;
    - Працівники та мешканці житлових будинків для людей похилого віку та подібних установ;
    - Фахівці та користувачі Національної мережі безперервної інтегрованої допомоги

  - Станом на лютий 2021 року:
    - Особи віком 50 років і старші з принаймні однією з наступних патологій:
      - серцева недостатність;
      - ішемічна хвороба серця;
      - ниркова недостатність (швидкість клубочкової фільтрації < 60 мл/хв);
      - хронічна обструктивна хвороба легень (ХОЗЛ) або хронічна респіраторна хвороба при тривалій вентиляційній підтримці та/або оксигенотерапії.

    - Особи віком старші 80 років.
- ІІ фаза
  - Станом на квітень 2021 року:
    - Особи віком ≥65 років (які раніше не були щеплені);
    - Особи віком від 50 до 64 років включно, які мають принаймні одну з таких хвороб:
      - цукровий діабет;
      - активна злоякісна пухлина;
      - хронічна хвороба нирок (швидкість клубочкової фільтрації > 60 мл/хв);
      - печінкова недостатність;
      - артеріальна гіпертензія;
      - ожиріння;
      - інші менш поширені патології, які можуть бути визначені пізніше на основі наукових досліджень.
- ІІІ фаза
  - Після завершення ІІ фази:
    - Уся решта прийнятного населення, яка також може мати пріоритет.[4]

## Використання вакцин
Схвалення вакцин у Європейському Союзі здійснюється Європейським агентством з лікарських засобів, причому перша вакцина проти COVID-19 Тозінамеран від Pfizer і BioNTech була схвалена 21 грудня 2020 року. За погодженням з іншими країнами ЄС Португалія почала вакцинацію 27 грудня 2020 року, і тоді були вакциновані медичні працівники, які перебували в прямому контакті з хворими на COVID-19. Першим португальцем, який отримав щеплення, був Антоніу Сарменту, директор служби інфекційних захворювань лікарні Сан-Жуан.
| Вакцина            | Схвалення       | Застосування   |
| ------------------ | --------------- | -------------- |
| Pfizer–BioNTech    | 21 грудня 2020  | 27 грудня 2020 |
| Moderna            | 6 січня 2021    | 12 січня 2021  |
| Oxford-AstraZeneca | 29 січня 2021   | 7 лютого 2021  |
| Janssen            | 11 березня 2021 | Так            |
| Novavax            | 20 грудня 2021  | В очікуванні   |
| Valneva            | В очікуванні    | В очікуванні   |
| Sanofi–GSK         | В очікуванні    | В очікуванні   |
| CureVac            | —               | Ні             |

## Перебіг вакцинації
У початкових інструкціях вакцини Pfizer—BioNTech було зазначено, що з кожного флакона можна приготувати 5 доз вакцини. Однак оптимізована підготовка дозволяє приготувати з кожного флакону 6 доз вакцини, що дозволяє вакцинувати більше людей у той час, коли вакцини все ще не вистачало. У Португалії, за даними міністерства охорони здоров'я, ця процедура вже була запроваджена 30 грудня 2020 року, коли компанія Pfizer звернулася до Європейського агентства з лікарських засобів з проханням змінити інструкції, щоб відобразити можливість приготування 6 доз із флакона, якщо приготування проводилося з використанням низькооб'ємних шприців. Цей запит було схвалено 8 січня 2021 року. У Португалії регуляторне агентство опублікувала пояснення ще 30 грудня, дозволяючи готувати 6 доз на флакон за своїм власним рішенням. Щоб пришвидшити першу фазу та оскільки було отримано менше доз, ніж було передбачено контрактом, рекомендації щодо другої дози вакцини Pfizer—BioNTech були змінені, щоб дозволити більший інтервал між дозами вакцини, змінивши його з 21 до 41 днів зі схвалення фармацевтичної компанії та Європейського агентства з лікарських засобів. Вакцинація в будинках престарілих для мешканців і персоналу закінчилася наприкінці січня 2021 року. Включення всіх осіб старших 80 років, навіть якщо вони не мають інших супутніх захворювань, до плану вакцинації було прийнято в січні та проведено в лютому 2021 року на прохання експертів у сфері охорони здоров'я та опозиційних партій, а також беручи до уваги мету Європейського Союзу вакцинувати до березня 2021 року принаймні 80 % осіб старших 80 років. Особи на політичних посадах, такі як службовці центральних органів влади та муніципалітетів, а також службовці сил безпеки і пожежники, також були включені до першого етапу вакцинації, в програмі під назвою «Стійкість держави». Вакцинація за цією програмою розпочалася в лютому 2021 року.
Вчителі початкових і середніх шкіл, а також непедагогічний персонал шкіл також пізніше були включені до першого етапу вакцинації. Їх включення обґрунтовувалося необхідністю відкриття шкіл після тривалої перерви. Також осіб з трисомією 21 хромосоми включили до другого етапу вакцинації, через підвищений ризик розвитку важкої форми COVID-19.

## Планування вакцинації
Спочатку плануванням запрошень на вакцинацію займалися медичні центри, які відповідали за перелік пацієнтів із хронічними захворюваннями та пріоритетним віком на перших етапах вакцинації. Після сигналізації пріоритетним користувачам на контактний мобільний телефон було надіслано SMS із сповіщенням про запрошення та запитом підтвердження зацікавленості у вакцинації. 26 лютого було надіслано понад 30 тисяч СМС, 55 % яких з відповіддю, серед яких 2,47 % відмовилися від пропозиції вакцинації.
На другому етапі було створено вебсайт, який дозволяє користувачам автоматично планувати власну вакцинацію відповідно до наявності центрів вакцинації, які були створені в різних частинах країни.

## Зберігання та доставка
26 грудня 2021 року перша партія вакцини доставлені на зберігання на складі в Монтемор-у-Велю в окрузі Коїмбра під ретельним наглядом поліції. Вакцину доставили в спеціальному транспортному мікроавтобусі з Іспанії, який перетнув кордон у Вілар-Формозу, і їх супроводжували фургони Республіканської національної гвардії. Розподіл до інших міст країни здійснювався з цього складу.
28 грудня, після транспортування вакцин до лікарні міста Евора під супроводом національної гвардії, поліція громадської безпеки не дозволила транспортному фургону виїхати, стверджуючи, що вона має юрисдикцію щодо супроводу лише в містах. Інцидент розблокували керівники двох сил безпеки, які вирішили спільно супроводити фургон до лікарень у Байшу-Алентежу та Алгарве. Міністр внутрішньої адміністрації Едуарду Кабріта наказав почати термінове розслідування Генеральною інспекцією внутрішньої адміністрації. Однак подібні ситуації продовжували відбуватися в наступні дні в кількох місцях, зокрема в Барселуші, Калдаш-да-Раіньї, Лісабоні, Порталегре та Віана-ду-Каштелу. За словами генерального інспектора внутрішньої адміністрації Анабели Кабрал Феррейра, розслідування буде заархівовано 1 червня 2021 року, оскільки дисциплінарного порушення не було. Проте були видані рекомендації щодо покращення взаємодії між силовими структурами.